# حملة التضامن الإسكتلندية مع فلسطين
حملة التضامن الإسكتلندية مع فلسطين (SPSC) هي منظمة سياسية إسكتلندية تقوم بحملات تضامنية مع الشعب الفلسطيني.
وهو يدعم حركة المقاطعة ودعوتها للمقاطعة وسحب الاستثمارات وفرض عقوبات على إسرائيل حتى تنهي احتلال الأراضي الفلسطينية، وتعترف بحق اللاجئين الفلسطينيين في العودة إلى ديارهم، وتعترف بحق المواطنين الفلسطينيين العرب في إسرائيل في التمتع الكامل. المساواة القانونية والسياسية.
نجحت المنظمة في الضغط على الهيئات الثقافية الإسكتلندية لإعادة أموال الرعاية إلى السفارة الإسرائيلية؛  أحد هذه النجاحات في عام 2009 إلى تدخل وزيرة الخارجية الأمريكية سرا ضد الجماعة.
نجحت المظاهرات في عام 2014 في إقفال عروض مهرجان ادنبره هامش (Fringe) الممول من الحكومة الإسرائيلية. أدت الحملة ضد الصندوق القومي اليهودي إلى إلغاء عدد من جامعي التبرعات.
وقد تعرضت المنظمة لانتقادات شديدة في الصحافة الإسكتلندية بسبب معاداة السامية المزعومة،  بما في ذلك مطاردة رجل أعمال يهودي عبر إسكتلندا. وقد رفضت المنظمة هذه المزاعم، مدعية أنها مناهضة للعنصرية.

## الحملات الحالية
تشارك المنظمة حاليًا مع آخرين في حملة حان وقت التجريد من الاستثمار للضغط على المجالس المحلية الإسكتلندية لسحب أموال معاشاتهم التقاعدية الكبيرة من التسلح والشركات الأخرى التي تزود إسرائيل أو تعمل بطريقة أخرى لدعم الاحتلال الإسرائيلي غير القانوني  للضفة الغربية.

## التأسيس
تأسست حملة التضامن الإسكتلندية مع فلسطين في إدنبرة خلال شهر سبتمبر 2000 في بداية الانتفاضة الفلسطينية الثانية، أو انتفاضة الأقصى. استجابت حفنة من الأفراد العاملين كلجنة أدنبرة المخصصة لفلسطين على الانتفاضة الفلسطينية وبدأت في جذب الدعم من خلال معارضة القمع الإسرائيلي الذي أعقب  وما زعمت أنه تواطؤ حكومة المملكة المتحدة  لدعم إسرائيل. بشكل مستقل عن حملة التضامن مع فلسطين التي تتخذ من لندن مقراً لها، تبنت المجموعة اسم حملة التضامن الإسكتلندية مع فلسطين بناءً على اقتراح عضو كان نشطًا في حملة التضامن مع فيتنام في الستينيات والسبعينيات.
المنظمة لها فروع وأعضاء بشكل عام في جميع أنحاء إسكتلندا. كانت تابعة لـ PSC ومقرها لندن لمدة عامين في 2009 و 2010 لكنها أنهت انتماءها بعد أن صوت PSC ضد مقاطعة نقابة عمال الهستدروت الإسرائيلية في عام 2009 وأكد هذا الموقف في عام 2010.

## تأثير
في ديسمبر 2004، أطلق المركز حملة ناجحة لانتخاب السجين السياسي الإسرائيلي  مردخاي فعنونو رئيسًا لجامعة غلاسكو  ادعى متحدث باسم مكتب الإعلام الإسرائيلي في إسكتلندا أن فعنونو ساهم بمعلومات أدت إلى هجوم إرهابي ناجح. وقتل ثلاثة من العاملين في محطة نووية  وهو ادعاء رفضه المركز السعودي لسلامة الأغذية. زعم المجلس الإسكتلندي للجاليات اليهودية أن حملة فانونو فور ريكتور كانت مذنبة بمعاداة السامية لأنها ذكرت أن فعنونو «تعرض للاعتداء من قبل متطرفين يهود» في إسرائيل. وزعموا كذلك أن مؤيدًا لم يذكر اسمه لعنونو خلال الانتخابات قد شن حملة تحمل شعار «اليهود أشرار».
ذكرت صحيفة هآرتس اليومية الإسرائيلية أنه "بينما تحدث جهود مقاطعة مماثلة في إنجلترا، هناك إجماع على أن الوضع أسوأ في إسكتلندا". وقال دبلوماسي إسرائيلي إن "كل ظهور لممثل إسرائيلي رسمي في إسكتلندا هو بمثابة زيارة لأراضي العدو". " 
يعتقد موقع أصدقاء إسرائيل الإسكتلنديين أن «... شهدت إسكتلندا شعورًا عامًا ملحوظًا ضد إسرائيل، مدفوعًا بشكل بارز بحملة التضامن الإسكتلندية مع فلسطين...» كتب عزرا جولومبوك من المكتب الإعلامي الإسرائيلي أن «، لوبي نشط للغاية مناهض لإسرائيل في إسكتلندا»... حملة التضامن مع فلسطين«تبدو ممولة جيدًا وقادتها القلائل من النشطاء على دراية وخبرة في استغلال أي موقف للقنص على إسرائيل. .». غولومبوك، المكتب الإعلامي الإسرائيلي، إسكتلندا (2010)
ضمنت حركة 2011 (EDM 1677) إلى برلمان وستمنستر باسم جيريمي كوربين وجيرالد كوفمان 69 موقعًا. ورحب بعمل إسكتلندا PSC وآخرين: 
 أن هذا المجلس يرحب بحملة أوقفوا الصندوق القومي اليهودي (JNF) التي أطلقتها اللجنة الوطنية الفلسطينية للمقاطعة، والشبكة اليهودية الدولية المناهضة للصهيونية، وحملة التضامن الإسكتلندية مع فلسطين وغيرها لإعلام الجمهور بالصندوق القومي اليهودي - كارين كايميت إسرائيل، المصادرة غير القانونية المستمرة للأراضي الفلسطينية، وإخفاء القرى الفلسطينية المدمرة تحت الحدائق والغابات، ومنع اللاجئين من العودة إلى منازلهم؛ يشير إلى أن دستور الصندوق القومي اليهودي تمييزي بشكل صريح حيث ينص على أن الأرض والممتلكات لن يتم تأجيرها أو تأجيرها أو بيعها لغير اليهود؛ يلاحظ كذلك أن الأمم المتحدة رفضت طلب الصندوق القومي اليهودي بالولايات المتحدة للحصول على مركز استشاري لدى المجلس الاقتصادي والاجتماعي على أساس أنه ينتهك مبادئ ميثاق الأمم المتحدة لحقوق الإنسان؛ يأسف لأن رئيس الوزراء هو الراعي الفخري للصندوق القومي اليهودي؛ ويعتقد أن هناك سببًا وجيهًا للنظر في إلغاء الوضع الخيري للصندوق القومي اليهودي في المملكة المتحدة.  
 اقتراح بشأن الهجمات الإسرائيلية على غزة إلى برلمان هوليرود في تشرين الثاني (نوفمبر) 2012 ضمَّن 42 موقعًا «... دعم [تحرير] جهود حملة التضامن الإسكتلندية مع فلسطين لزيادة الوعي بحقوق الشعب الفلسطيني» 

## النقاد
زعم أليكس ماسي في صحيفة صنداي تايمز (30/07) أن حملة التضامن الإسكتلندية مع فلسطين كانت «مجاريًا» بسبب معاداة السامية على الرغم من أن ماسي لم يقدم أي دليل من أي مصدر من SPSC. زعمت مقالة دحضت في SPSC أن موادها بالكامل خالية من أي شائبة من معاداة السامية.
طرح توري إم إس بي جاكسون كارلو Tory MSP Jackson Carlaw اقتراحًا يدين «الحملة التي شنتها حملة التضامن الإسكتلندي مع فلسطين (SPSC) ضد معرض ستيلز في إدنبرة لقبولها تبرعًا من السفارة الإسرائيلية»، مدعيا أن المركز «أظهر نفسه كمنظمة فقدت مصداقيتها تمامًا مدفوعا بكراهية إسرائيل أكثر من الرغبة في دعم الفلسطينيين», حيث رفضت الحملة هذا الإدعاء وقالت أنها تعمل على مقاطعة الإحتلال الأسرائيلي أقتصادياً 